# إدوارد إرنست سوانستروم
إدوارد إرنست سوانستروم (بالإنجليزية: Edward Ernest Swanstrom)‏ هو كاهن كاثوليكي أمريكي، ولد في 20 مارس 1903 في نيويورك في الولايات المتحدة، وتوفي بنفس المكان في 10 أغسطس 1985.